# Isvatnet (Königin-Maud-Land)
Isvatnet (norwegisch für Eissee) ist ein See an der Prinzessin-Astrid-Küste des ostantarktischen Königin-Maud-Lands. Er liegt im Nordosten der Schirmacher-Oase. 
Wissenschaftler des Norwegischen Polarinstituts benannten ihn 1973.